# 1980年夏季残疾人奥林匹克运动会意大利代表团
1980年夏季残疾人奥林匹克运动会意大利代表团是意大利派出的1980年夏季残疾人奥林匹克运动会代表团。获得6枚金牌、5枚银牌和9枚铜牌。